# Bojuriște
Bojuriște (în bulgară Божурище) este un oraș în partea de vest a Bulgariei. Aparține de  Obștina Bojuriște, Regiunea Sofia.

## Demografie
Componența etnică a orașului Bojuriște
     Bulgari (93,84%)
     Nicio identificare (4,68%)
     Altele (1,74%)
La recensământul din 2011, populația orașului Bojuriște era de 5.619 locuitori. Din punct de vedere etnic, majoritatea locuitorilor (93,84%) erau bulgari. Pentru 4,68% din locuitori nu este cunoscută apartenența etnică.